# イロリン国際空港
イロリン国際空港（Ilorin International Airport）は、ナイジェリアのクワラ州州都イロリンにある空港。

## 就航路線
| 航空会社           | 就航地           |
| ------------------ | ---------------- |
| アリクエア         | アブジャ         |
| オーバーランド航空 | アブジャ, ラゴス |